# V477 Возничего
V477 Возничего (лат. V477 Aurigae) — одиночная переменная звезда в созвездии Возничего на расстоянии приблизительно 7142 световых лет (около 2190 парсеков) от Солнца. Видимая звёздная величина звезды — от +13,9m до +12,6m.

## Характеристики
V477 Возничего — жёлтая пульсирующая медленная неправильная переменная звезда (LB) спектрального класса G. Радиус — около 4,63 солнечных, светимость — около 14,011 солнечных. Эффективная температура — около 5187 K.